# Валя-Дачилор
Валя-Дачилор (рум. Valea Dacilor) — село у повіті Констанца в Румунії. Адміністративно підпорядковане місту Меджидія.
Село розташоване на відстані 178 км на схід від Бухареста, 25 км на захід від Констанци, 138 км на південь від Галаца.

## Населення
За даними перепису населення 2002 року у селі проживали 1405 осіб.
Національний склад населення села:
| Національність | Кількість осіб | Відсоток |
| -------------- | -------------- | -------- |
| румуни         | 1113           | 79,2%    |
| татари         | 258            | 18,4%    |
| турки          | 32             | 2,3%     |

Рідною мовою назвали:
| Мова      | Кількість осіб | Відсоток |
| --------- | -------------- | -------- |
| румунська | 1150           | 81,9%    |
| татарська | 224            | 15,9%    |
| турецька  | 27             | 1,9%     |